# Amblydectes
Amblydectes (лат.) — род птерозавров, известный по скудным фрагментам челюсти. По-видимому, он имел челюсть, уплощённую к кончику и треугольную в поперечном сечении. В ряде случаев соотносился с Coloborhynchus, Criorhynchus, Lonchodectes и Ornithocheirus. Исследование 2013 года нашло виды A. crassidens и A. eurygnathus nomen dubium, а вид A. platystomus, возможно, относится к отдельному, пока не названному роду.
В 1870 году британский палеонтолог Гарри Говир Сили отнёс найденный в формации Кембридж Гринсэнд фрагментарный образец к роду орнитохейрус. Его соперник, Ричард Оуэн, не принял это наименование и разделил в 1874 году ископаемый материал, причислив его к двум отдельными родам: Coloborhynchus и Criorhynchus. Сили отнёс образцы к двум различным видам в пределах рода орнитохейрус. 
В 1914 году Реджинальд Уолтер Хули пришёл к выводу, что голотипы Оуэна принадлежали особям разного пола и неотличимы от Coloborhynchus и являются младшим синонимом Criorhynchus. С другой стороны, он не считал, что все три образца принадлежат одному роду Criorhynchus и назначил новый род, Amblydectes («тупой кусающий»), с отсылкой на форму челюсти животного.
Первый вид, А. platystomus (ранее Ornithocheirus platystomus, Сили, 1879) был небольшой, возможно, подростковой особью. Видовой эпитет означает «с узким горлышком». Голотип, CAMSM B54835, представляет из себя кончик челюсти.
Второй вид, А. crassidens («толстозубый»), изначально Ptenodactylus crassidens (Сили, 1869), Ornithocheirus crassidens (Сили, 1870). Голотип этого вида, CAMSM B 54499, состоит из большого фрагмента верхней челюсти. 
Третий вид, А. eurygnathus («широкая челюсть»), изначально Ptenodactylus eurygnathus (Сили, 1869), Ornithocheirus eurygnathus (Сили, 1870). Голотип, CAMSM B54644, также состоит из кончика челюсти. Ни один из этих трёх видов не обозначен как типовой. 
Большинство исследователей определяют эти виды как nomen dubium из-за низкой сохранности образцов. Дэвид Анвин в 2000 году соотнёс вид А. platystomus с родом Lonchodectes. Другие виды он считает идентичными Coloborhynchus.